# Осово (Березинський район, Ушанська сільська рада)
О́сово (біл. вёска Осава) — село в складі Березинського району Мінської області, Білорусь. Село підпорядковане Ушанській сільській раді, розташоване в східній частині області.